# جزایر ویلیس
جزایر ویلیس (انگلیسی: Willis Islands) یک مجمع الجزایر کوچک در غرب جزایر ویرجینیای جنوبی است.